# كينجا توراييف
كينجا توراييف (1 مارس 1989 في أوزبكستان - ) هو لاعب كرة قدم أوزبكستاني في مركز الهجوم. شارك مع منتخب أوزبكستان تحت 23 سنة لكرة القدم ومنتخب أوزبكستان لكرة القدم. أما مع النوادي، فقد لعب مع نادي نسف قرشي.

## روابط خارجية
- كينجا توراييف على موقع قاعدة بيانات كرة القدم.إي يو (الإنجليزية)
- كينجا توراييف على موقع ناشيونال فوتبول تيمز (الإنجليزية)
- كينجا توراييف على موقع Soccerway.com (الإنجليزية)